# L'Attrape-mites
L'Attrape-mites ou De mottenvanger en néerlandais est le onzième album de bande dessinée de la série Bob et Bobette. Il porte le numéro 142 de la série actuelle.
Il a été écrit et dessiné par Willy Vandersteen et publié dans De Standaard et Het Nieuwsblad du 8 décembre 1948 au 15 avril 1949.

## Synopsis
Bob, Bobette, Lambique et Sidonie font un voyage sur la face cachée de la Lune grâce à une mystérieuse silhouette. Là-bas, ils découvrent un peuple qui vit comme à l'époque antique aux prises avec un attrape-mites dont le seul but est de rompre l'harmonie de ce peuple si paisible, quitte à utiliser Lambique et Sidonie contre leur gré.

## Personnages
- Bobette
- Bob
- Lambique
- Sidonie
- Diane
- Diogène de Syrope[2]

## Lieux
- Les Ardennes
- La face cachée de la Lune
- Le mont Olympe
- Le temple du Parténon
- Oraclia et Phénixia

## Autour de l'album
- Les dernières bandes ont été encrées par François Joseph Herman , le premier employé de Vandersteen pour la production des histoires de Bob et Bobette.
- Lambique est appelé Lambiquorum lorsqu'il est empereur d'Oraclia, tante Sidonie est Sidonera quand elle devient impératrice de Phénixia.
- Dans la version originale, la puissance qui défie Lambique s'appelle "Constantinus Lemarinex" , un jeu de mots sur Constant le Marin , un lutteur belge de l'époque .
- Il y a des références fréquentes dans cette histoire à la mythologie grecque . Entre autres, la déesse Diane et le philosophe Diogène font leur apparition. L'événement dans lequel les soldats abandonnent leur lutte quand leurs femmes sont confrontées à leurs enfants est basée sur le jeu Lysistrata de Aristophane .
- L'histoire n'est sortie en album qu'après Les Mousquetaires endiablés[3] .

## Éditions
- De mottenvanger, Standaart, 1957 : Édition originale en néerlandais
- L'Attrape-mites, Erasme, 1973 : Édition française comme numéro 142 de la série actuelle en couleur.